# 부평 이씨
부평 이씨(富平李氏)는 인천광역시 부평구를 본관으로 하는 한국의 성씨이다. 시조인 이희목(李希穆)은 태조 왕건을 도와 후삼국 통일에 공을 세워 벽상공신(三重大匡壁上功臣)에 올랐으며, 증손인 이정공(李靖恭)은 고려 문하시중 등의 고위직을 역임하면서 부평백에 봉해졌다.

## 참고 자료
- “부평이씨(富平李氏)”. 뿌리를 찾아서.[깨진 링크(과거 내용 찾기)]